# 2010-es haiti földrengés
A 2010-es haiti földrengés a Richter-skála szerinti 7,0 erősségű, pusztító földrengés volt, melynek központja Port-au-Prince-től, Haiti fővárosától 25 km-re volt. A rengések helyi idő szerint 2010. január 12-én kedden, helyi idő szerint 16:53:09-kor (UTC szerint 21:53:09-kor) kezdődtek. A földrengés a talaj szintje alatt 13 km-rel indult el. Az Amerikai Földtani Intézet számos utórengést regisztrált, melyek közül tizennégynek az erőssége a Richter-skálán 5 és 5,9 között volt. A Nemzetközi Vöröskereszt becslései szerint a rengések három millió embert érintettek, közülük a halálos áldozatok számát a WHO 45 000-50 000 főre becsülte, a szám azonban később elérte a 170 000-et is.
Port-au-Prince nagyobb látnivalói jelentős mértékben megrongálódtak vagy leomlottak. Így járt többek között az Elnöki Palota (az esetet René Préval elnök túlélte), a Nemzetgyűlés épülete, a Port-au-Prince-i székesegyház és a legfontosabb fegyház is. Minden kórház leomlott vagy olyan nagy mértékben károsodott, hogy ki kellett üríteni. Az ENSZ jelentése szerint az Egyesült Nemzetek Haiti Stabilizációs Missziójának (MINUSTAH) a fővárosban lévő központi épülete összeomlott, és számos ENSZ-dolgozót elveszettként tartanak nyilván. René Préval, az ország elnöke január 13-án megerősítette, hogy a misszió vezetője, Hédi Annabi életét vesztette.

## Háttér

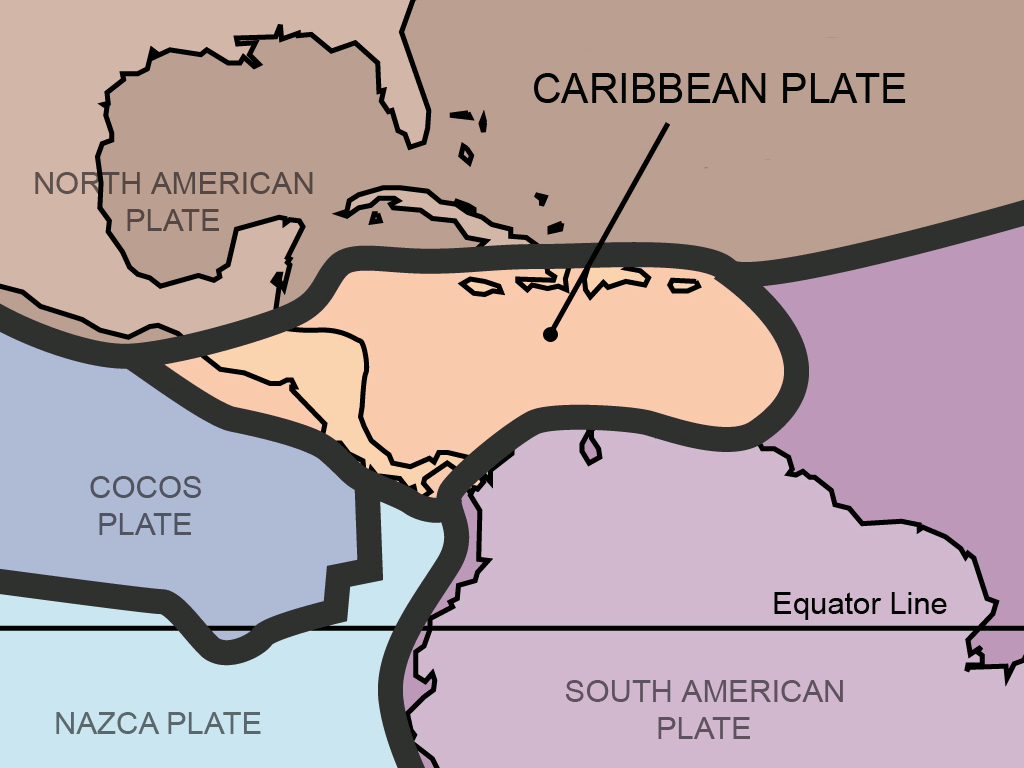
Kőzetlemezek Közép-Amerikában

Hispaniola szigete szeizmikus értelemben véve aktív területnek számít, s jelentős pusztító rengések voltak itt régebben is. 1751-ben, még a sziget francia ellenőrzése idején sújtotta a területet egy földrengés, majd Port-au-Prince-ben 1770-ben is rengett a föld. Moreau de Saint-Méry (1750–1819) francia történész szerint 1751. október 18-ai földrengést követően Port-au-Prince-ben „csupán egy olyan, kőművesek által épített épület volt, mely nem omlott össze,” 1770. június 3-án azonban „az egész város összeomlott.” Cap-Haïtien városát és Haiti, valamint a Dominikai Köztársaság északi részén fekvő más városokat is összedöntött az 1842. május 7-ei rengéssorozat. 1946-ban egy 8-as erősségű földrengés rázta meg a Dominikai Köztársaságot, mely Haitin is éreztette hatását. Ez egy olyan cunamit indított el, melyben 1790 ember életét vesztette s sokan megsebesültek.
C. DeMets és M. Wiggins-Grandison egy 1992-es vészforgatókönyvében megjegyezte, hogy az Enriquillo-Plantain Garden törésvonal szeizmikus ciklusának a végénél tart, s az 1692-es jamaicai földrengéshez hasonló, 7,2-es központi erősségű földrengés lehetőségével állt elő. Paul Mann és a 2006-os tanulmányt készítő csapatot is magában foglaló csoport 2008. márciusban a 18. Karibi Geológiai Konferencián egy vészforgatókönyvet mutatott be, mely egy nagy erejű (a jelentés szerint nagyjából 7,2 magnitúdójú földrengéssel egyenlő utóhatású) szakadás következhet be. A csoport azt ajánlotta, hogy a történelmi, nagy fontossággal bíró repedésekről szóló tanulmányokat tekintsék át, mivel a törésvonal teljesen el volt zárva. A csoport továbbá feljegyzéseket készített az elmúlt 40 év földrengéseiről. A haiti Le Matin című újságban 2008. novemberben megjelent cikk Patrick Charles geológus megjegyzéseire hivatkozva azt írta, Port-au-Province környékén nagy valószínűséggel következhet be földrengés.
Haiti a nyugati félteke legszegényebb állama. Az ország a 182 sorba állított állam között az emberi fejlettségi index tekintetében a 149. helyen áll. Egyesek kétségbe vonták, hogy a rendőrség, a mentők és a tűzoltóság képesek hatékonyan segítséget nyújtani egy nagyobb katasztrófa esetén. Az ENSZ Mezőgazdasági és Élelmezési Szervezete (FAO) szerint az ország gazdaságilag sebezhető. Ezen felül több hurrikán söpört rajta végig, melyeket pusztító áradások követtek. Legutóbb 2008-ban a Fay tornádó és a Gustav hurrikán söpört végig a területen. Emiatt tette fel ifjabb Leonard Pitts, a Miami Herald újságírója a kérdést, hogy vajon a bolygó nem tesz-e meg mindent, hogy elpusztítsa ezt az alázatos nemzetet.

## A földrengés részletei
A földrengésre január 12-én a szárazföldön, Port-au-Prince-től nagyjából 25 km-re nyugat-délnyugati irányba 13 km mélységben helyi idő szerint 16:53-kor az Enriquillo-Plantain Garden törésvonal mentén került sor. Erős, a Mercalli-skála szerinti VII-IX erősségű rengések rázták meg Port-au-Prince-t és külvárosait. Számos környező országban és régióban is lehetett érezni. Így például Kubában a Guantánamói-öbölben III-as, Jamaicában Kingstonban II-es, a venezuelai Caracasban II-es, a Puerto Ricó-i San Juanban II-III erősségű, a Dominikai Köztársaság fővárosában Santo Domingóban pedig III-as erősségű rengéseket mértek.
Mivel a földrengés inkább a szárazföldet, semmint a tengert érintette, a felszínen lévő embereket és épületeket közvetlen módon érintették a rengések. A pusztítás mértékének másik oka az volt, hogy a földrengés epicentruma elég közel volt a felszínhez.
A rengések az északi határ környékét érintették, ahol a Karibi-lemez az Észak-Amerikai lemezhez képest éves szinten 2 mm-rel közeledik. A régióban a csapásirányú vetőkből kialakult rendszernek két nagyobb csoportja van Haiti közelében; északon a Septentrional-Orient törésvonal, délen pedig az Enriquillo-Plantain Garden törésvonal. A szeizmológiai adatok arra utalnak, hogy a 2010-es rengéssorozatot az eddig 250 éven át nyugalomban lévő és mechanikai feszültséget gyűjtő Enriquillo-Plaintain Garden törésvonal váltotta ki. Ezt a feszültséget vagy egy nagy vagy több kisebb földrengésen keresztül tudja leadni. A 7-es erősségű földrengés törésvonala 65 km hosszú volt, az elcsúszás átlagos mértéke pedig 1,8 m volt. A régebbi földrengések adatait megfigyelve világszinten átlagosan 4 méteres elcsúszásokat lehet megfigyelni.
Az Amerikai Földtani Intézet (USGS) az első földrengés után két órával hat utórengést jegyzett fel, melyek erőssége a Richter-skálán 5,9, 5,5, 5,1, 4,8, 4,5, illetve 4,5. volt. Az első hat óra alatt 26 darab, 4,2-es vagy nagyobb erősségű utórengést mértek. Ezek közül 12 erőssége legalább 5,0 volt. Az USGS egyik tagjának a földrengések helyére és erősségére alapozott véleménye szerint nagyjából 3 millió embert érinthetett a tragédia.
A rengések után a Csendes-óceáni Cunamijelző Központ cunamiról szóló figyelmeztetést adott ki, de röviddel ez követően vissza is vonta.

## Hírességek Haitiért
2010. január 22-én, tíz nappal azután, hogy Haitit Richter-skála szerinti 7-es erősségű földrengés rázta meg, az amerikai MTV zenei csatorna szervezett egy kétórás műsort, melyen a zenei élet, a filmművészet, a sport és a politikai élet közel 130 kiemelkedő egyénisége vett részt.
A műsor szervezője és egyik műsorvezetője az Oscar-díjas George Clooney amerikai színész-rendező volt és fellépett többek között Wyclef Jean haiti származású énekes, a Jonas-testvérek, Taylor Swift, Justin Timberlake, Bruce Springsteen, Madonna, Sting, Neil Young, Beyoncé, Christina Aguilera, Stevie Wonder, Bono, Rihanna, Mel Gibson, Reese Witherspoon, Julia Roberts, Daniel Day-Lewis, Emily Blunt, John Krasinski, Brad Pitt, Chevy Chase, Ashley Tisdale, Jennifer Aniston, Selena Gomez, Vanessa Hudgens, Jack Nicholson, Nicole Kidman, Drew Barrymore, Robert De Niro, Ellen Barkin, Leonardo DiCaprio és Penélope Cruz is.
A Hope for Haiti elnevezésű műsor során több mint 60 millió dollár gyűlt össze a földrengés sújtotta Haiti megsegítésére.
Angelina Jolie és Brad Pitt január végén alapítványukon, a Jolie-Pitt Foundation-ön keresztül 1 millió dollárt adományoztak az Orvosok Határok Nélkül szervezetnek, melynek három Port-au-Prince-ben üzemelő kórháza is súlyos károkat szenvedett a földrengésben. A színésznő 2010. február 6-án a Dominikai Köztársaságba látogatott, ahol először az ország elnökével, Leonel Fernandezzel találkozott, majd a Haitiből érkezett, sebesült gyermekeket ellátó Dario Centreras kórház orvosaival tanácskozott. Később átutazott Haitibe, ahol három napot töltött.
A Linkin Park, Dave Matthews Band, Weezer, Jack Johnson, Alanis Morissette, Slash, The All-American Rejects, Hoobastank, The Crystal Method, Kenna, Enrique Iglesias és Lupe Fiasco csináltak közösen egy albumot a MusicForRelief.org segítségével, melyet pénz adomány fejében lehetett letölteni, Haitiért. A kampány neve "Download to Donate for Haiti"
Zoë Saldana amerikai színésznő 2010. február 19-én a Dominikai Vöröskereszt akciójának keretében szülővárosába, Santo Domingóba utazott.

## A katasztrófa után
2010 novemberében tüntetéseket tartottak több helyen is Haitin a kolerajárvány miatt. A tüntetők szerint az ENSZ nepáli békefenntartói hurcolták be a betegséget az országba.

## Képek

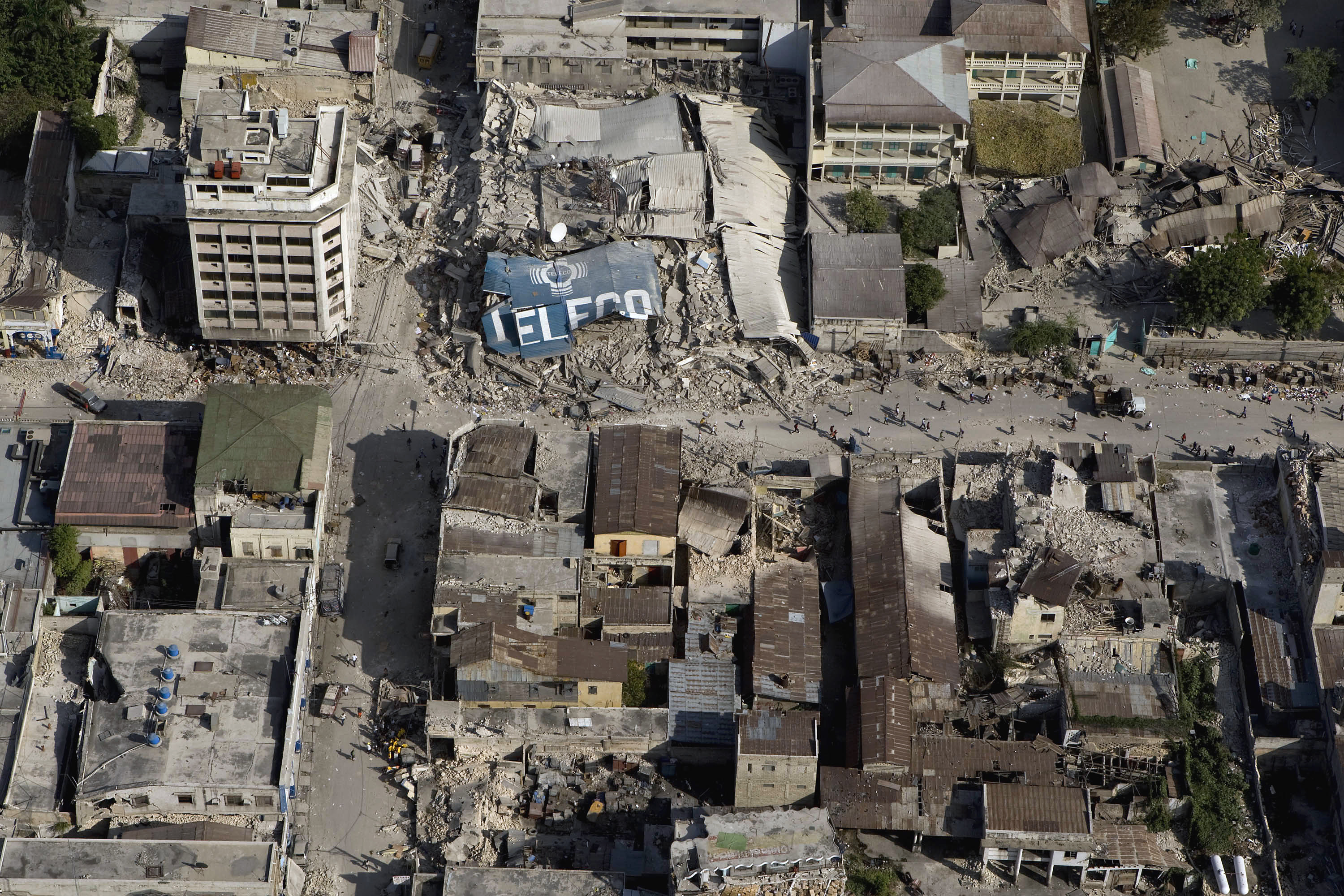
Port-au-Prince belvárosa
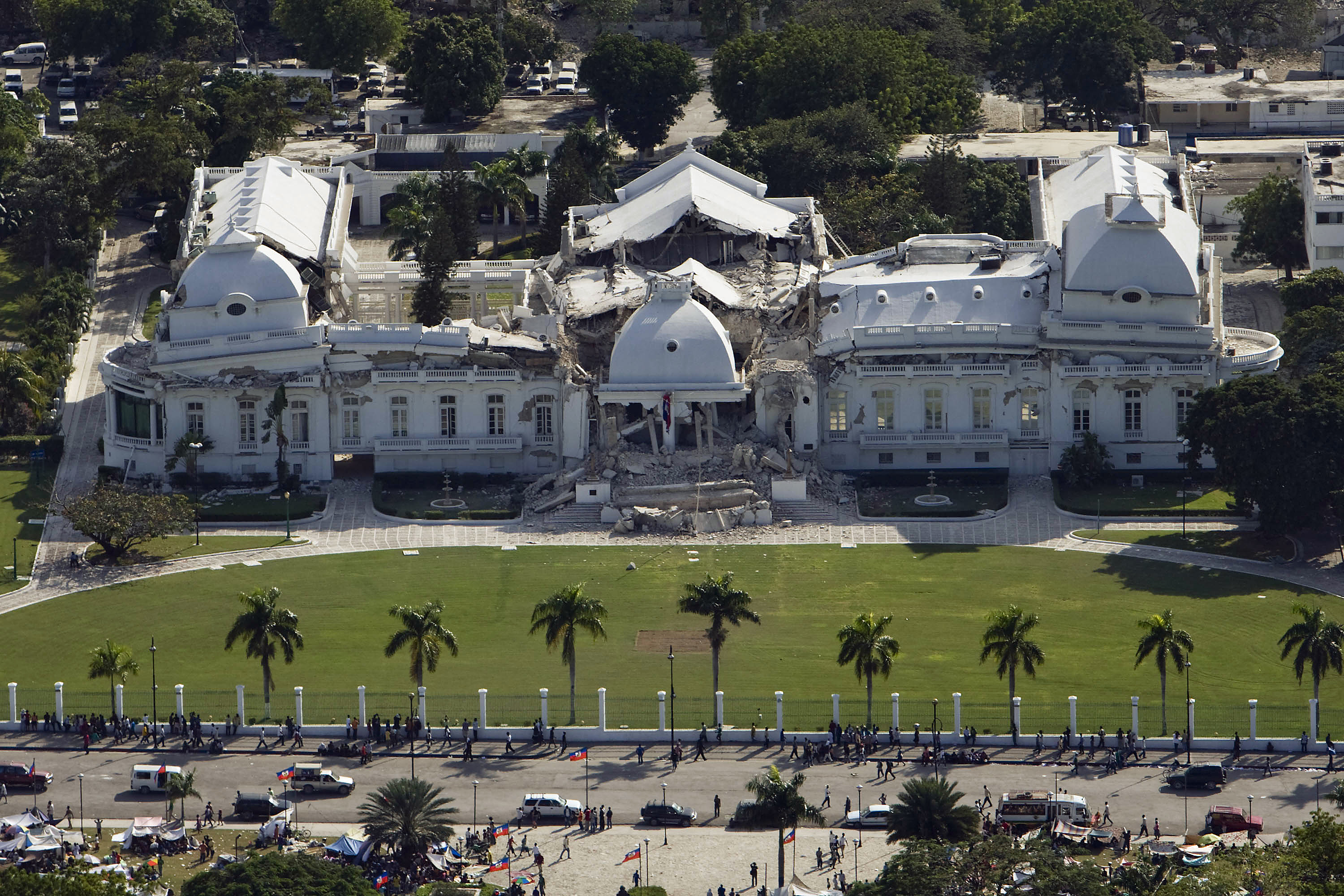
Összedőlt az elnöki palota is
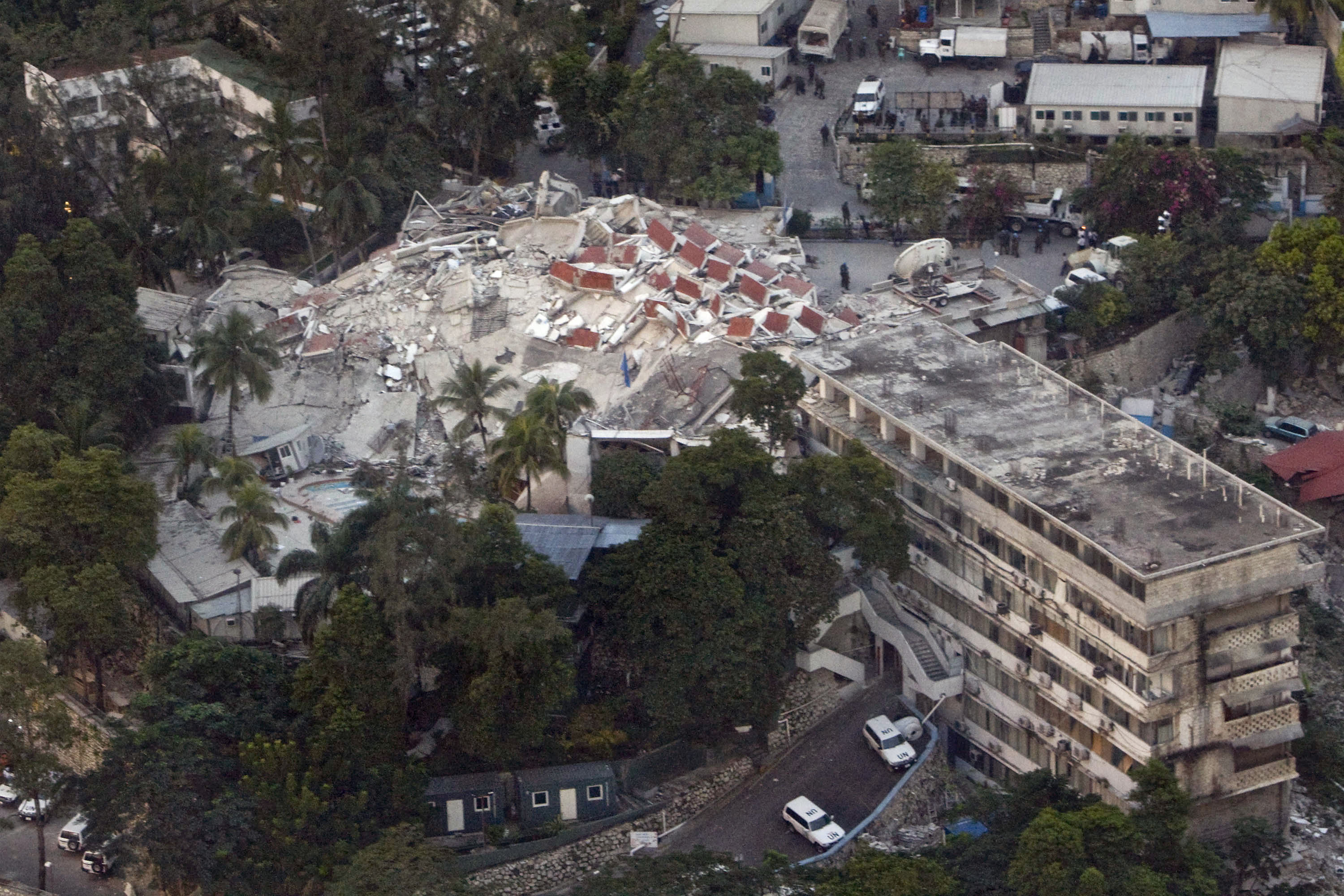
A helyi ENSZ-misszió központja
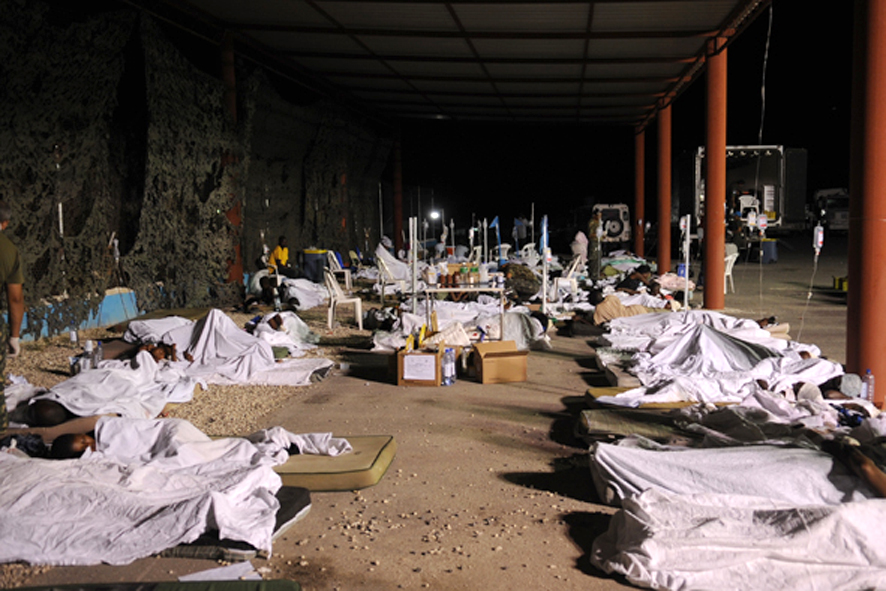
A brazil hadsereg ideiglenes szállást készített
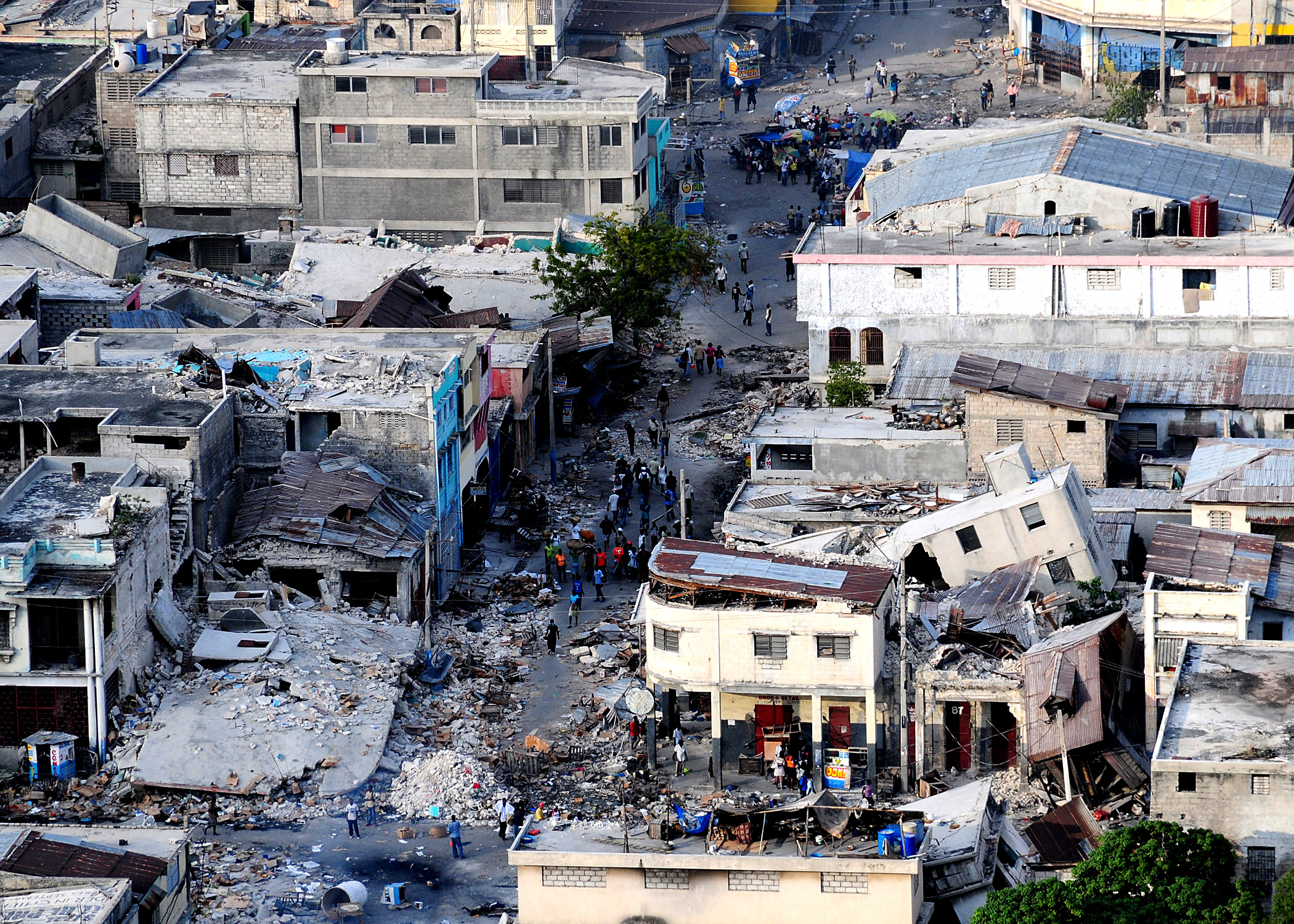
A Port-au-Prince-i piac